# Coupe du monde de luge 2022-2023
Navigation
Édition précédente Édition suivante
La coupe du monde de luge 2022-2023 est la 45e édition de la Coupe du monde de luge, compétition de luge organisée annuellement par la Fédération internationale de luge.
Pour la première fois dans l'histoire de la coupe du monde de luge, le double femmes est introduit dans le calendrier. Lors de la saison 2021-2022 des championnats du monde avec comme unique épreuve le double féminin ont eu lieu.
Elle se déroule entre le 4 décembre 2022 et le 26 février 2023 sur 9 étapes organisées en Europe et en Amérique du Nord.
En raison de l'Invasion de l'Ukraine par la Russie en 2022, les athlètes russes et biélorusses sont interdits de compétition pour toute la saison.

## Programme de la saison
Lors de ces 9 week-end de compétition, une épreuve individuelle masculine, une épreuve individuelle féminine, une épreuve en double masculine et une épreuve en double féminine sont organisées. Pour compléter ces épreuves viennent s'ajouter soit des épreuves sprints organisés dans ces mêmes catégories sur une seule manche, soit un relais par nation composé de ces quatre épreuves.
| \| Park City Whistler \| Sites des compétitions en Amérique du Nord. |
| Park City Whistler                                                   |

| Park City Whistler |

| \| Altenberg Winterberg Innsbruck Sigulda St Moritz Lillehammer \| Sites des compétitions en Europe. |
| Altenberg Winterberg Innsbruck Sigulda St Moritz Lillehammer                                         |

| Altenberg Winterberg Innsbruck Sigulda St Moritz Lillehammer |

## Tableau d'honneur
| Discipline | Homme               | Femme         | Doubles hommes           | Doubles femmes                                       |
| ---------- | ------------------- | ------------- | ------------------------ | ---------------------------------------------------- |
| Général,   | Dominik Fischnaller | Julia Taubitz | Tobias Wendl Tobias Arlt | Andrea Vötter Marion Oberhofer                       |
| Classique, | Felix Loch          | Julia Taubitz | Tobias Wendl Tobias Arlt | Andrea Vötter Marion Oberhofer                       |
| Sprint     | Dominik Fischnaller | Julia Taubitz | Tobias Wendl Tobias Arlt | Andrea Vötter Marion Oberhofer Selina Egle Lara Kipp |
| Relais     | Allemagne           | Allemagne     | Allemagne                | Allemagne                                            |

## Attribution des points
Les manches de Coupe du monde donnent lieu à l'attribution de points, dont le total détermine le classement général de la Coupe du monde.
Ces points sont attribués selon cette répartition :
| Place  | 1   | 2  | 3  | 4  | 5  | 6  | 7  | 8  | 9  | 10 | 11 | 12 | 13 | 14 | 15 | 16 | 17 | 18 | 19 | 20 | 21 | 22 | 23 | 24 | 25 | 26 | 27 | 28 | 29 |
| ------ | --- | -- | -- | -- | -- | -- | -- | -- | -- | -- | -- | -- | -- | -- | -- | -- | -- | -- | -- | -- | -- | -- | -- | -- | -- | -- | -- | -- | -- |
| Points | 100 | 85 | 70 | 60 | 55 | 50 | 46 | 42 | 39 | 36 | 34 | 32 | 30 | 28 | 26 | 25 | 24 | 23 | 22 | 21 | 20 | 19 | 18 | 17 | 16 | 15 | 14 | 13 | 12 |

## Classements généraux[6]
| Rang | Nom                 | Points |
| ---- | ------------------- | ------ |
| 1    | Dominik Fischnaller | 812    |
| 2    | Felix Loch          | 767    |
| 3    | Max Langenhan       | 685    |
| 4    | Wolfgang Kindl      | 660    |
| 5    | David Gleirscher    | 638    |

| Rang | Nom              | Points |
| ---- | ---------------- | ------ |
| 1    | Julia Taubitz    | 947    |
| 2    | Dajana Eitberger | 852    |
| 3    | Anna Berreiter   | 789    |
| 4    | Madeleine Egle   | 703    |
| 5    | Emily Sweeney    | 602    |

| Rang | Nom                 | Points |
| ---- | ------------------- | ------ |
| 1    | Wendl / Arlt        | 1014   |
| 2    | Eggert / Benecken   | 955    |
| 3    | Bots / Plūme        | 757    |
| 4    | Gatt / Schöpf       | 686    |
| 5    | Orlamünder / Gubitz | 600    |

| Rang | Nom                    | Points |
| ---- | ---------------------- | ------ |
| 1    | Vötter / Oberhofer     | 1010   |
| 2    | Egle / Kipp            | 915    |
| 3    | Degenhardt / Rosenthal | 898    |
| 4    | Upīte / Ozoliņa        | 637    |
| 5    | Forgan / Kirkby        | 635    |

| Rang | Nom        | Points |
| ---- | ---------- | ------ |
| 1    | Allemagne  | 540    |
| 2    | Lettonie   | 470    |
| 3    | Autriche   | 340    |
| 4    | États-Unis | 335    |
| 5    | Italie     | 310    |

### Classement classique et sprint
| Rang | Nom                 | Points |
| ---- | ------------------- | ------ |
| 1    | Felix Loch          | 627    |
| 2    | Dominik Fischnaller | 592    |
| 3    | Max Langenhan       | 585    |
| 4    | Kristers Aparjods   | 515    |
| 5    | Wolfgang Kindl      | 501    |

| Rang | Nom                 | Points |
| ---- | ------------------- | ------ |
| 1    | Dominik Fischnaller | 220    |
| 2    | David Gleirscher    | 205    |
| 3    | Jonas Müller        | 174    |
| 4    | Wolfgang Kindl      | 159    |
| 5    | Leon Felderer       | 144    |

| Rang | Nom              | Points |
| ---- | ---------------- | ------ |
| 1    | Julia Taubitz    | 667    |
| 2    | Dajana Eitberger | 661    |
| 3    | Anna Berreiter   | 640    |
| 4    | Madeleine Egle   | 545    |
| 5    | Emily Sweeney    | 442    |

| Rang | Nom              | Points |
| ---- | ---------------- | ------ |
| 1    | Julia Taubitz    | 270    |
| 2    | Dajana Eitberger | 191    |
| 3    | Emily Sweeney    | 160    |
| 4    | Madeleine Egle   | 158    |
| 5    | Merle Fräbel     | 157    |

| Rang | Nom                 | Points |
| ---- | ------------------- | ------ |
| 1    | Wendl / Arlt        | 780    |
| 2    | Eggert / Benecken   | 730    |
| 3    | Bots / Plūme        | 587    |
| 4    | Gatt / Schöpf       | 496    |
| 5    | Orlamünder / Gubitz | 289    |

| Rang | Nom                 | Points |
| ---- | ------------------- | ------ |
| 1    | Wendl / Arlt        | 234    |
| 2    | Eggert / Benecken   | 225    |
| 3    | Müller / Frauscher  | 206    |
| 4    | Gatt / Schöpf       | 190    |
| 5    | Orlamünder / Gubitz | 175    |

| Rang | Nom                    | Points |
| ---- | ---------------------- | ------ |
| 1    | Vötter / Oberhofer     | 755    |
| 2    | Degenhardt / Rosenthal | 750    |
| 3    | Egle / Kipp            | 660    |
| 4    | Forgan / Kirkby        | 493    |
| 5    | Upīte / Ozoliņa        | 467    |

| Rang | Nom                    | Points |
| ---- | ---------------------- | ------ |
| 1    | Egle / Kipp            | 255    |
| 1    | Vötter / Oberhofer     | 255    |
| 3    | Upīte / Ozoliņa        | 170    |
| 4    | Chan / Weiler          | 151    |
| 5    | Degenhardt / Rosenthal | 148    |

## Calendrier et podiums
| 1. Innsbruck (3 et 4 décembre 2022) |                                |                                       |                                |
| Épreuve                             | Vainqueur                      | Deuxième                              | Troisième                      |
| Hommes                              | Nico Gleirscher                | Wolfgang Kindl                        | Jonas Müller                   |
| Femmes                              | Madeleine Egle                 | Emily Sweeney                         | Julia Taubitz                  |
| Doubles Hommes                      | Juri Gatt Riccardo Schöpf      | Thomas Steu Lorenz Koller             | Yannick Müller Armin Frauscher |
| Doubles Femmes                      | Selina Egle Lara Kipp          | Jessica Degenhardt Cheyenne Rosenthal | Andrea Vötter Marion Oberhofer |
| Sprint Hommes                       | Nico Gleirscher                | Wolfgang Kindl                        | Dominik Fischnaller            |
| Sprint Femmes                       | Madeleine Egle                 | Emily Sweeney                         | Julia Taubitz                  |
| Sprint Doubles Hommes               | Yannick Müller Armin Frauscher | Mārtiņš Bots Roberts Plūme            | Hannes Orlamünder Paul Gubitz  |
| Sprint Doubles Femmes               | Selina Egle Lara Kipp          | Andrea Vötter Marion Oberhofer        | Anda Upīte Sanija Ozoliņa      |

| 2. Whistler (10 et 11 décembre 2022) |                                                                     |                                                                              |                                                                       |
| Épreuve                              | Vainqueur                                                           | Deuxième                                                                     | Troisième                                                             |
| Hommes                               | Felix Loch                                                          | Wolfgang Kindl                                                               | Dominik Fischnaller                                                   |
| Femmes                               | Madeleine Egle                                                      | Julia Taubitz                                                                | Merle Fräbel                                                          |
| Doubles Hommes                       | Toni Eggert Sascha Benecken                                         | Tobias Wendl Tobias Arlt                                                     | Juri Gatt Riccardo Schöpf                                             |
| Doubles Femmes                       | Andrea Vötter Marion Oberhofer                                      | Selina Egle Lara Kipp                                                        | Jessica Degenhardt Cheyenne Rosenthal                                 |
| Relais                               | Allemagne- Julia Taubitz - Felix Loch - Toni Eggert-Sascha Benecken | Lettonie- Elīna Ieva Vītola - Kristers Aparjods - Mārtiņš Bots-Roberts Plūme | Autriche- Madeleine Egle - Wolfgang Kindl - Juri Gatt-Riccardo Schöpf |

| 3. Park City (17 au 18 décembre 2022) |                                |                                       |                                       |
| Épreuve                               | Vainqueur                      | Deuxième                              | Troisième                             |
| Hommes                                | Dominik Fischnaller            | Felix Loch                            | David Gleirscher                      |
| Femmes                                | Dajana Eitberger               | Emily Sweeney                         | Julia Taubitz                         |
| Doubles Hommes                        | Toni Eggert Sascha Benecken    | Juri Gatt Riccardo Schöpf             | Tobias Wendl Tobias Arlt              |
| Doubles Femmes                        | Andrea Vötter Marion Oberhofer | Jessica Degenhardt Cheyenne Rosenthal | Caitlin Nash Natalie Corless          |
| Sprint Hommes                         | Dominik Fischnaller            | David Gleirscher                      | Felix Loch                            |
| Sprint Femmes                         | Julia Taubitz                  | Dajana Eitberger                      | Brittney Arndt                        |
| Sprint Doubles Hommes                 | Tobias Wendl Tobias Arlt       | Toni Eggert Sascha Benecken           | Yannick Müller Armin Frauscher        |
| Sprint Doubles Femmes                 | Selina Egle Lara Kipp          | Andrea Vötter Marion Oberhofer        | Jessica Degenhardt Cheyenne Rosenthal |

| 4. Sigulda I (7 et 8 janvier 2023) |                                                                              |                                                                        |                                                                              |
| Épreuve                            | Vainqueur                                                                    | Deuxième                                                               | Troisième                                                                    |
| Hommes                             | Kristers Aparjods                                                            | Max Langenhan                                                          | Dominik Fischnaller                                                          |
| Femmes                             | Dajana Eitberger                                                             | Elīna Ieva Vītola                                                      | Julia Taubitz                                                                |
| Doubles Hommes                     | Mārtiņš Bots Roberts Plūme                                                   | Tobias Wendl Tobias Arlt                                               | Emanuel Rieder Simon Kainzwaldner                                            |
| Doubles Femmes                     | Anda Upīte Sanija Ozoliņa                                                    | Chevonne Forgan Sophia Kirby                                           | Jessica Degenhardt Cheyenne Rosenthal                                        |
| Relais                             | Lettonie- Elīna Ieva Vītola - Kristers Aparjods - Mārtiņš Bots-Roberts Plūme | Allemagne- Dajana Eitberger - Felix Loch - Toni Eggert-Sascha Benecken | États-Unis- Emily Sweeney - Tucker West - Zachary Di Gregorio-Sean Hollander |

| 5. Lillehammer Sigulda II (14 et 15 janvier 2023) |                                                                              |                                                                      |                                                                                     |
| Épreuve                                           | Vainqueur                                                                    | Deuxième                                                             | Troisième                                                                           |
| Hommes                                            | Max Langenhan                                                                | Felix Loch                                                           | Kristers Aparjods                                                                   |
| Femmes                                            | Anna Berreiter                                                               | Dajana Eitberger                                                     | Elīna Ieva Vītola                                                                   |
| Doubles Hommes                                    | Tobias Wendl Tobias Arlt                                                     | Mārtiņš Bots Roberts Plūme                                           | Eduards Ševics-Mikeļševics Lūkass Krasts                                            |
| Doubles Femmes                                    | Andrea Vötter Marion Oberhofer                                               | Anda Upīte Sanija Ozoliņa                                            | Jessica Degenhardt Cheyenne Rosenthal                                               |
| Relais                                            | Lettonie- Elīna Ieva Vītola - Kristers Aparjods - Mārtiņš Bots-Roberts Plūme | Allemagne- Anna Berreiter - Max Langenhan - Tobias Wendl-Tobias Arlt | Italie- Sandra Robatscher - Dominik Fischnaller - Emanuel Rieder-Simon Kainzwaldner |

|                                                                    |  |  |  |  |  |  |
| Oberhof Championnats du monde de luge 2023 (27 au 29 janvier 2023) |  |  |  |  |  |  |
|                                                                    |  |  |  |  |  |  |

| 6. Altenberg (4 et 5 février 2023) |                                                                            |                                                                        |                                                                              |
| Épreuve                            | Vainqueur                                                                  | Deuxième                                                               | Troisième                                                                    |
| Hommes                             | Max Langenhan                                                              | Dominik Fischnaller                                                    | Felix Loch                                                                   |
| Femmes                             | Julia Taubitz                                                              | Anna Berreiter                                                         | Dajana Eitberger                                                             |
| Doubles Hommes                     | Toni Eggert Sascha Benecken                                                | Tobias Wendl Tobias Arlt                                               | Mārtiņš Bots Roberts Plūme                                                   |
| Doubles Femmes                     | Andrea Vötter Marion Oberhofer                                             | Jessica Degenhardt Cheyenne Rosenthal                                  | Selina Egle Lara Kipp                                                        |
| Relais                             | Autriche- Madeleine Egle - Wolfgang Kindl - Yannick Müller-Armin Frauscher | Allemagne- Julia Taubitz - Max Langenhan - Toni Eggert-Sascha Benecken | Lettonie- Elīna Ieva Vītola - Kristers Aparjods - Mārtiņš Bots-Roberts Plūme |

| 7. Winterberg (11 et 12 février 2023) |                                       |                                |                                    |
| Épreuve                               | Vainqueur                             | Deuxième                       | Troisième                          |
| Hommes                                | Max Langenhan                         | Jonas Müller                   | Felix Loch                         |
| Femmes                                | Julia Taubitz                         | Anna Berreiter                 | Emily Sweeney                      |
| Doubles Hommes                        | Tobias Wendl Tobias Arlt              | Toni Eggert Sascha Benecken    | Mārtiņš Bots Roberts Plūme         |
| Doubles Femmes                        | Jessica Degenhardt Cheyenne Rosenthal | Selina Egle Lara Kipp          | Andrea Vötter Marion Oberhofer     |
| Sprint Hommes                         | Max Langenhan                         | Jonas Müller                   | Felix Loch                         |
| Sprint Femmes                         | Julia Taubitz                         | Kendija Aparjode               | Merle Fräbel                       |
| Sprint Doubles Hommes                 | Tobias Wendl Tobias Arlt              | Toni Eggert Sascha Benecken    | Juri Gatt Riccardo Schöpf          |
| Sprint Doubles Femmes                 | Anda Upīte Sanija Ozoliņa             | Andrea Vötter Marion Oberhofer | Nadia Falkensteiner Annalena Huber |

| 8. Saint-Moritz (18 et 19 février 2023) |                                                                        |                                                                              |                                                                        |
| Épreuve                                 | Vainqueur                                                              | Deuxième                                                                     | Troisième                                                              |
| Hommes                                  | Max Langenhan                                                          | Felix Loch                                                                   | Kristers Aparjods                                                      |
| Femmes                                  | Dajana Eitberger                                                       | Julia Taubitz                                                                | Anna Berreiter                                                         |
| Doubles Hommes                          | Tobias Wendl Tobias Arlt                                               | Toni Eggert Sascha Benecken                                                  | Mārtiņš Bots Roberts Plūme                                             |
| Doubles Femmes                          | Jessica Degenhardt Cheyenne Rosenthal                                  | Andrea Vötter Marion Oberhofer                                               | Viktorija Ziediņa Selīna Zvilna                                        |
| Relais                                  | Allemagne- Dajana Eitberger - Max Langenhan - Tobias Wendl-Tobias Arlt | États-Unis- Emily Sweeney - Tucker West - Zachary Di Gregorio-Sean Hollander | Autriche- Madeleine Egle - Nico Gleirscher - Thomas Steu-Lorenz Koller |

| 9. Winterberg (25 et 26 février 2023) |                                                                     |                                                                      |                                                                              |
| Épreuve                               | Vainqueur                                                           | Deuxième                                                             | Troisième                                                                    |
| Hommes                                | Max Langenhan                                                       | Jonas Müller                                                         | Nico Gleirscher                                                              |
| Femmes                                | Madeleine Egle                                                      | Lisa Schulte                                                         | Anna Berreiter                                                               |
| Doubles Hommes                        | Tobias Wendl Tobias Arlt                                            | Toni Eggert Sascha Benecken                                          | Juri Gatt Riccardo Schöpf                                                    |
| Doubles Femmes                        | Selina Egle Lara Kipp                                               | Jessica Degenhardt Cheyenne Rosenthal                                | Andrea Vötter Marion Oberhofer                                               |
| Relais                                | Autriche- Madeleine Egle - Jonas Müller - Juri Gatt-Riccardo Schöpf | Allemagne- Anna Berreiter - Max Langenhan - Tobias Wendl-Tobias Arlt | États-Unis- Emily Sweeney - Tucker West - Zachary Di Gregorio-Sean Hollander |